# Tràgul tacat
El tràgul tacat (Moschiola meminna) és una espècie d'artiodàctil de la família dels tragúlids endèmica de Sri Lanka. El nom d'aquesta espècie incloïa antigament l'espècie de l'Índia, que actualment és considerada una espècie distinta (Moschiola indica). El tràgul tacat viu a la zona seca de Sri Lanka, mentre que la zona humida és ocupada pel tràgul ratllat.